# Làng Hanok Namsangol
Làng Hanok ở Namsangol còn được gọi là "Làng truyền thống ở thung lũng Namsan", là một ngôi làng nằm trong khu vực của phố Pil-dong, quận Jung-gu, trung tâm của Seoul, Hàn Quốc. Tại đây có những ngôi nhà hanok (한옥) hay nhà truyền thống Hàn Quốc đã được phục hồi để bảo vệ giá trị lịch sử truyền thống vốn có của khu vực.
Làng Hanok ở Namsangol cung cấp cho du khách cơ hội trải nghiệm mặt cắt ngang qua thời đại Joseon, về cuộc sống xã hội cũng như nét sinh hoạt của người dân xưa.

## Lịch sử
Vị trí của làng trước đây là một khu nghỉ mát mùa hè của triều đại Joseon nổi tiếng với tên gọi Jeonghakdong. Khu vực tự hào với phong cảnh tuyệt vời như vậy được ví như là "vùng đất của các nàng tiên" và được coi là một trong năm địa điểm đẹp nhất của Seoul.
Một khu vườn theo phong cách truyền thống Hàn Quốc, với một dòng suối và khu vực ngắm cảnh được xây dựng trên khu vực làm sống lại cảm giác cổ điển của thời đại Joseon. Năm ngôi nhà truyền thống, bao gồm cả một số những dinh thự của các quan lại triều đình - một số trong số đó là biệt thự lớn nhất ở Seoul vào thời điểm đó, cùng với các ngôi nhà của thường dân đã được phục chế.

## Du lịch
Trong năm 2011, trong một cuộc khảo sát được tiến hành bởi Viện Phát triển Seoul, trong đó bao gồm 800 người dân và 103 kiến trúc sư quy hoạch đô thị thì có 52,4% bình chọn đây là một trong số những phong cảnh đẹp nhất ở Seoul, sau Namsan, sông Hàn và Cung điện Gyeongbokgung. Du khách có thể đến đây vào tất cả các ngày trong tuần trừ thứ 3 là ngày nghỉ. Tại đây gần Ga Chungmuro, đáp ứng Tàu điện ngầm Seoul tuyến 3 và tuyến 4.

## Hình ảnh

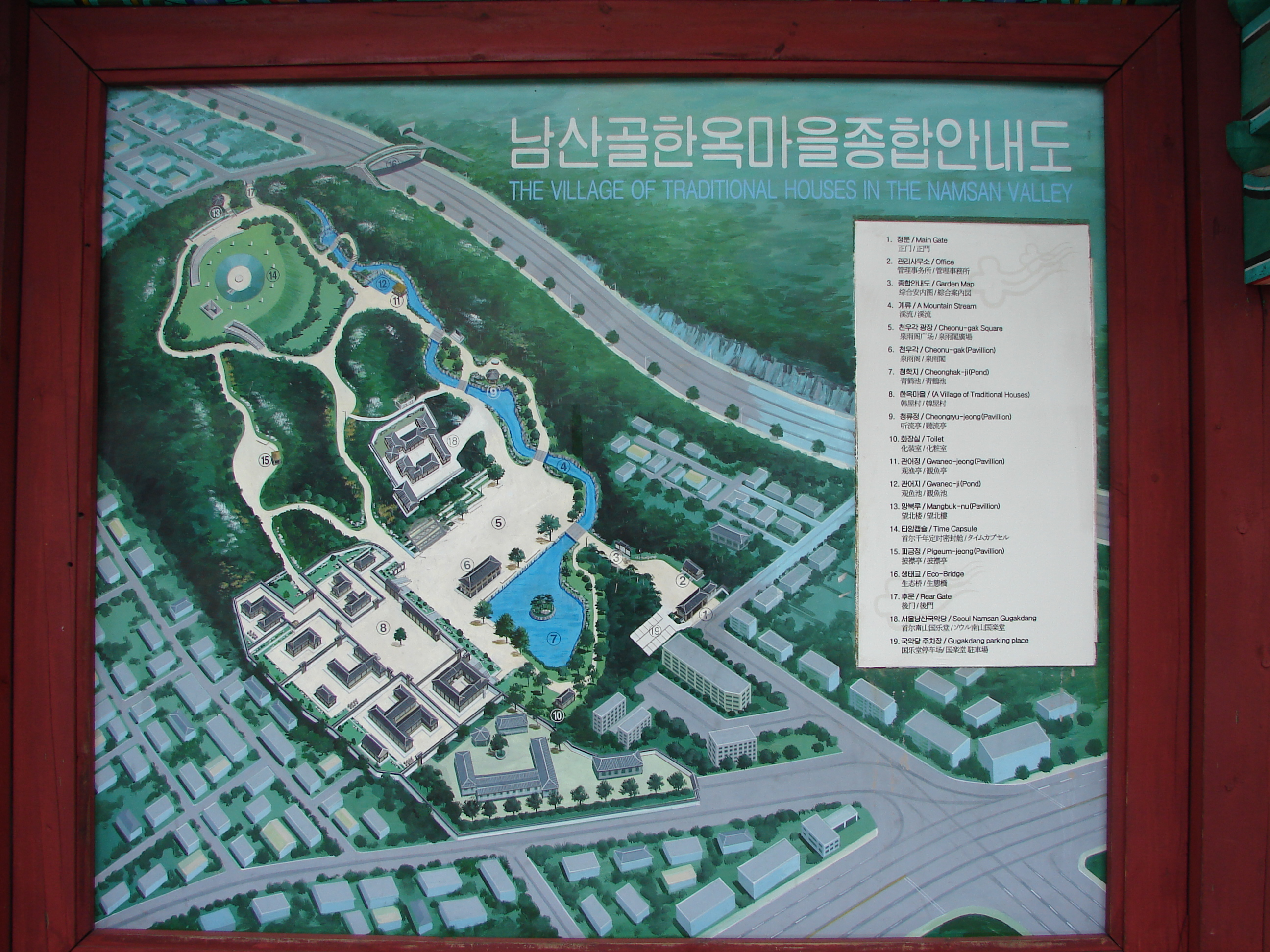
Bản đồ được tìm thấy gần cổng làng
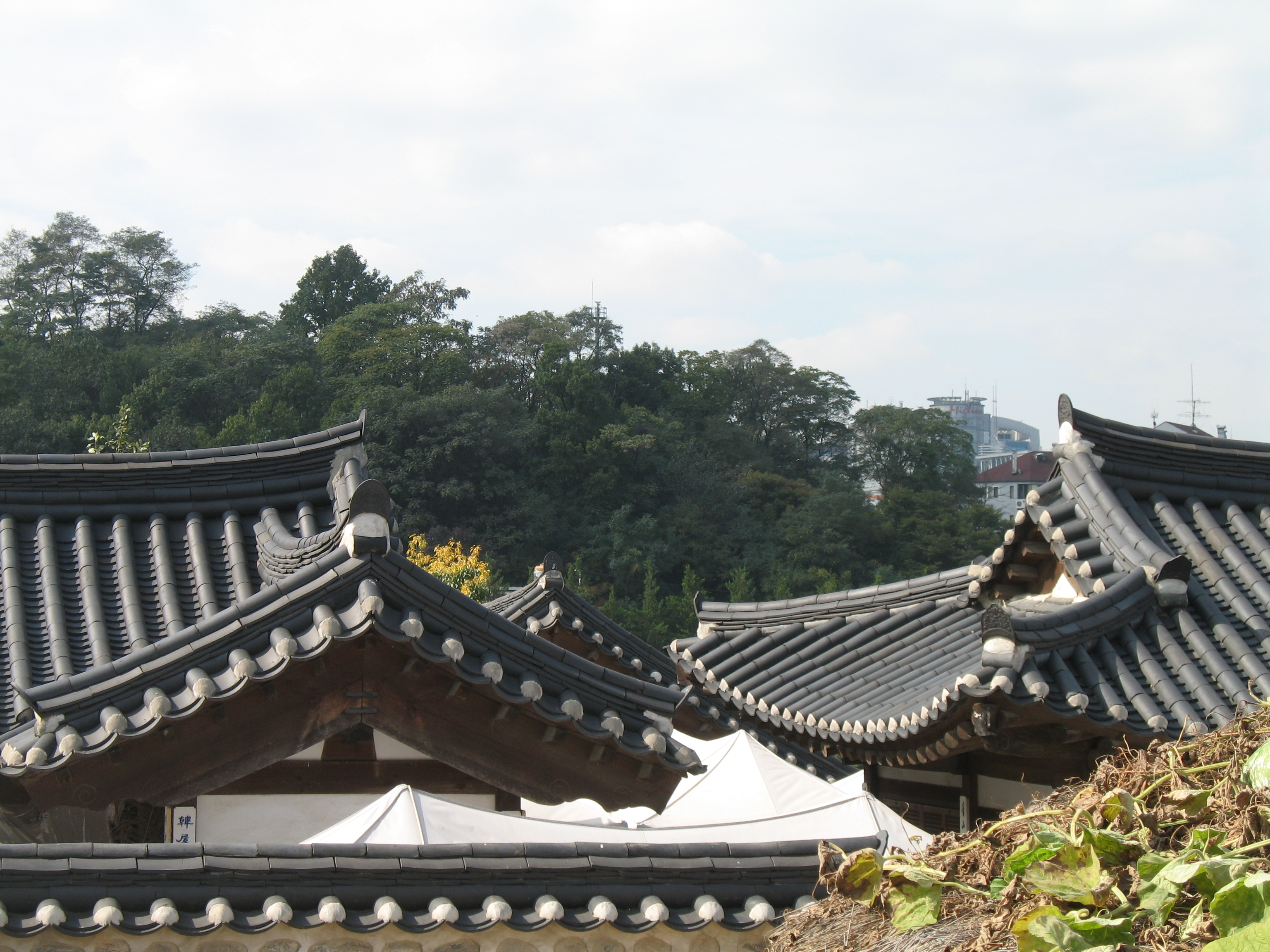
Mái của nhà hanok
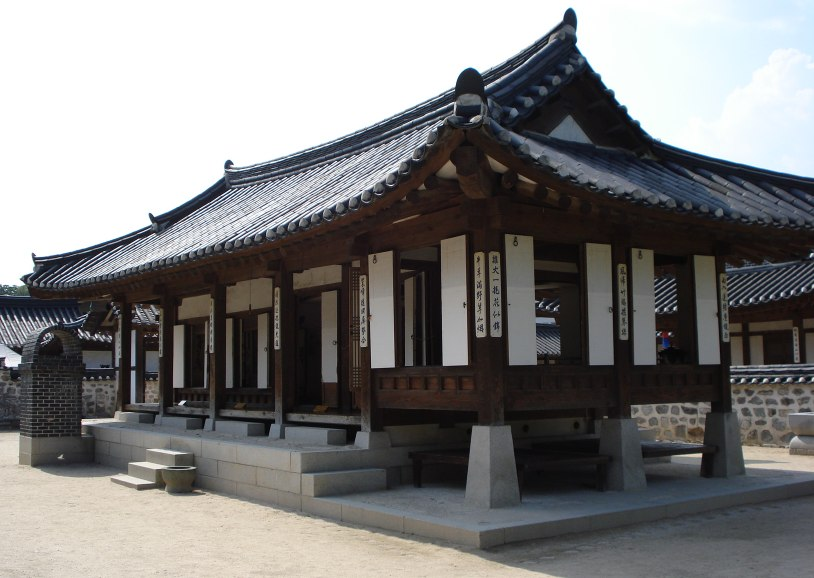
Hanok, một ngôi nhà truyền thống Hàn Quốc
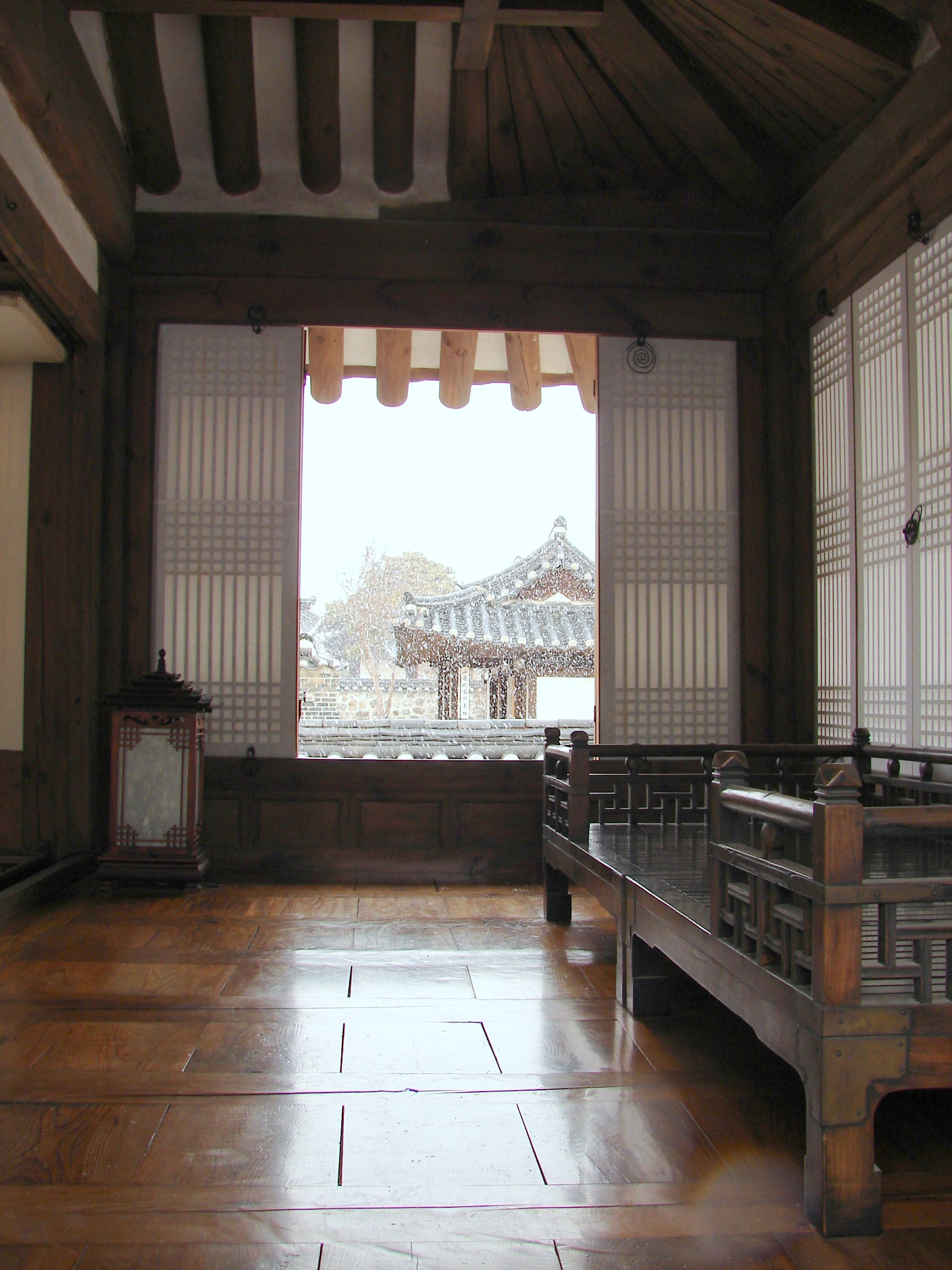
Bên trong một ngôi nhà Hanok
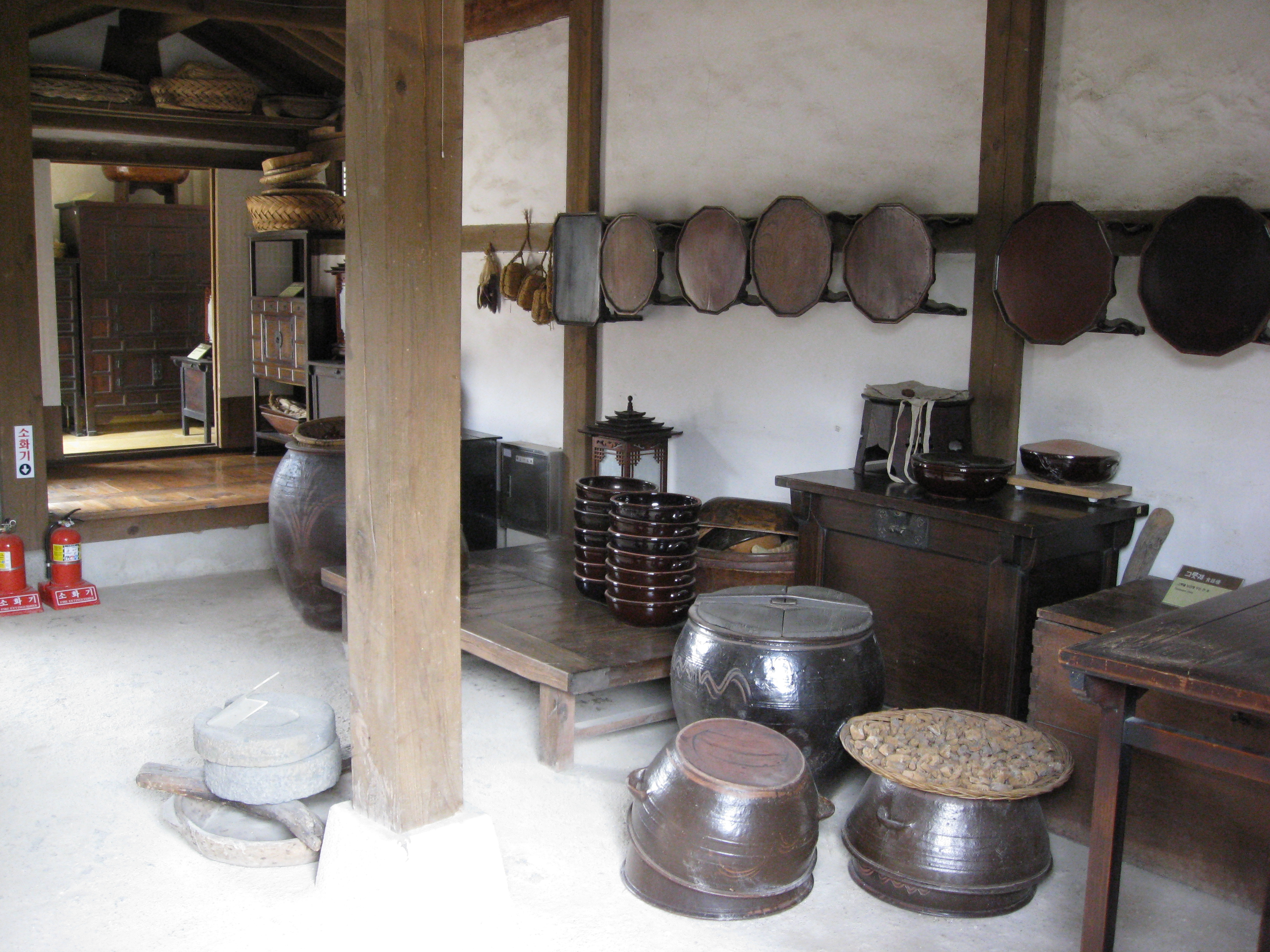
Bếp truyền thống
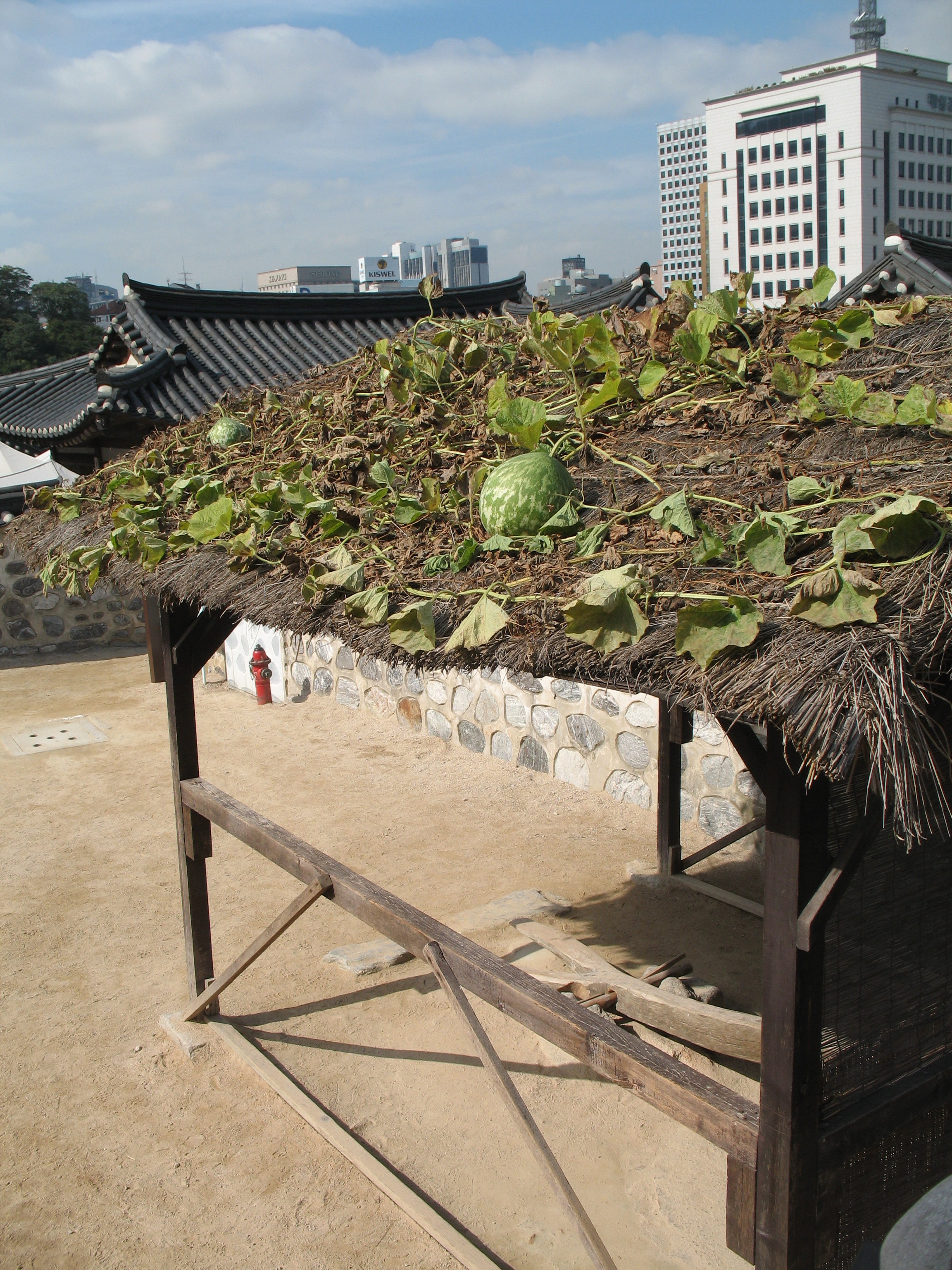
Wondumak
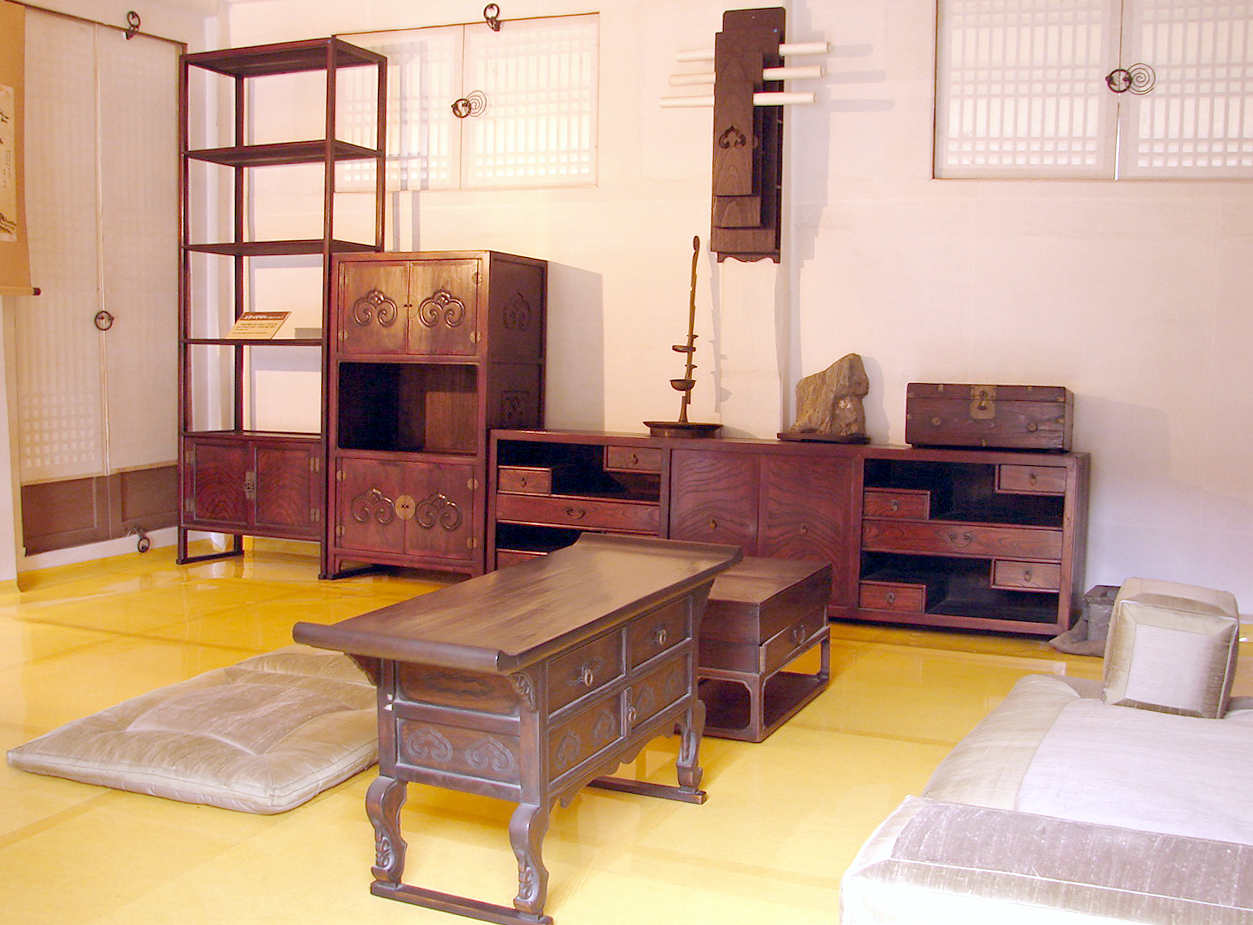
Nội thất một ngôi nhà tại Làng Hanok Namsangol
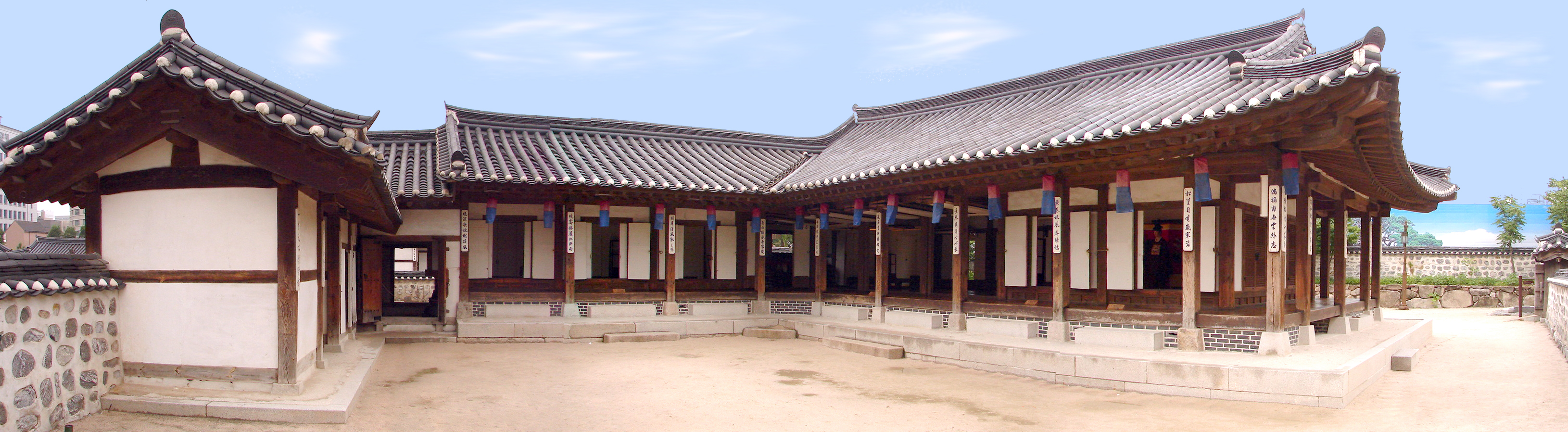
Nhà truyền thống tại Làng Hanok Namsangol